# Nattkvist

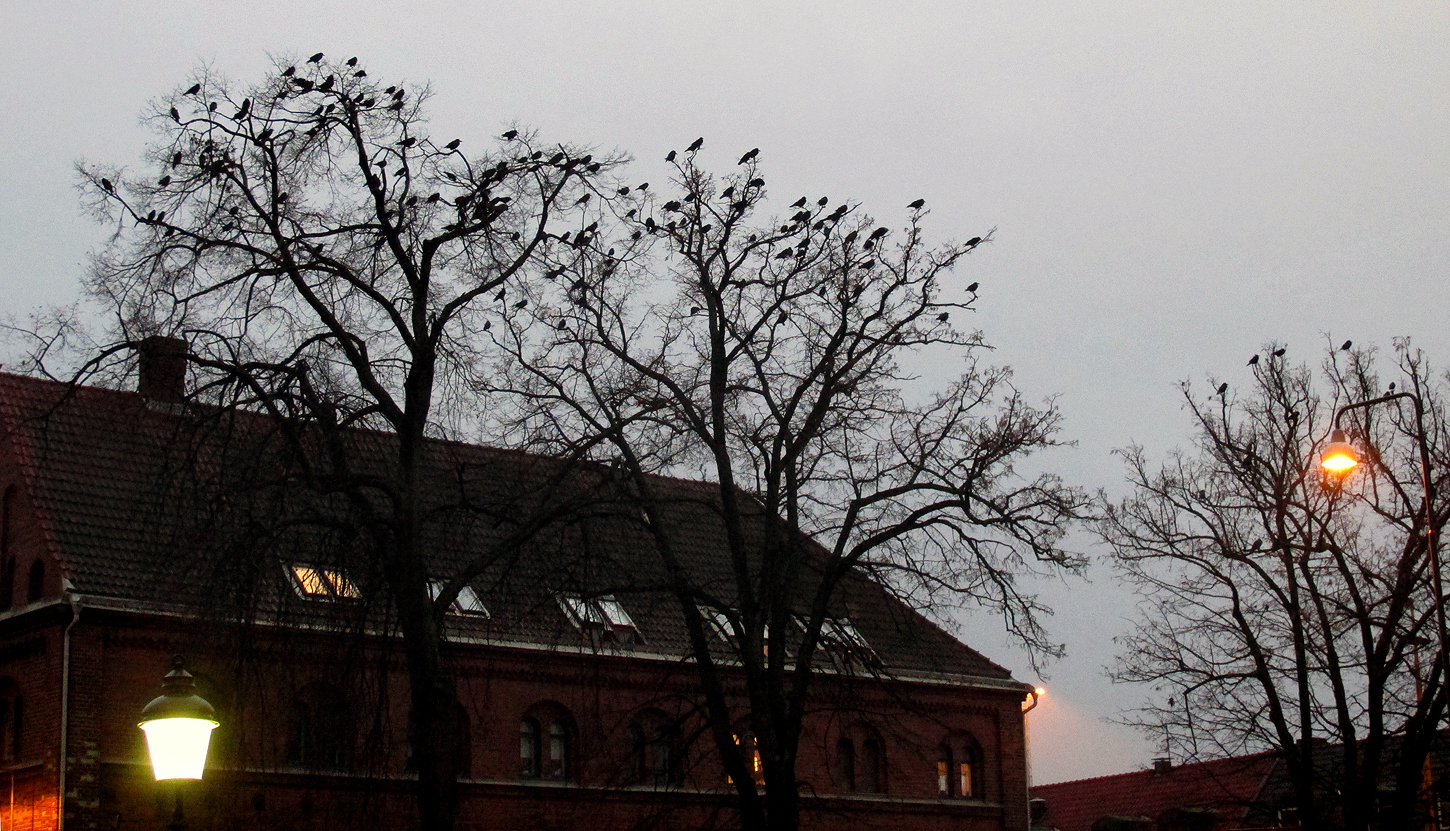
Råkan är vanlig att se på sin nattkvist.

Nattkvist är en term som främst används av fågelskådare och jägare. Den betecknar den plats där fåglar sover, i ett träd, buskage på vatten eller på marken. I Sverige är det lagligt att jaga vissa av de fåglar som sover under natten.